# Jean-Baptiste Brisé
Pour les articles homonymes, voir Brisé.
Pas d'image ? Cliquez ici

a Compétitions nationales et continentales officielles uniquement.

Jean-Baptiste Brisé, né le 7 août 1889 à Saint-Just-Ibarre et mort le 3 juin 1917 à Craonne dans l'Aisne durant la Grande Guerre, est un joueur français de rugby à XV occupant habituellement le poste de centre avec le SCUF.

## Biographie
Brisé débute le rugby à XV avec le Sport athlétique mauléonais. Affecté au 18e régiment d'infanterie, il rejoint Pau.
Brisé évolue alors à la Section paloise et au Stade palois, qui après son absorption par la Section paloise, continue néanmoins son existence, avec des joueurs militaires du 18e RI,.
Jean-Baptiste Brisé rejoint ensuite le SCUF, disputant avec ce dernier la finale du championnat de France perdue contre Bayonne en 1913. Mobilisé lors de la Première Guerre mondiale, il meurt pour la France en 1917 dans le secteur du Chemin des Dames en qualité de sous-lieutenant au 18e régiment d’infanterie.

## Palmarès
- Finaliste du championnat de France en 1913